# Inseparable Bros
 (mai 2024).
Si vous disposez d'ouvrages ou d'articles de référence ou si vous connaissez des sites web de qualité traitant du thème abordé ici, merci de compléter l'article en donnant les références utiles à sa vérifiabilité et en les liant à la section « Notes et références ».
Pour plus de détails, voir Fiche technique et Distribution.
Inseparable Bros (hangeul : 나의 특별한 형제 ; RR : Naui teukbyeolhan hyeongjengil ; litt. « Mon extraordinaire frère ») est un film dramatique sud-coréen coécrit et réalisé par Yook Sang-hyo, sorti en 2019.
Il totalise plus d'un million d'entrées au box-office sud-coréen de 2019.

## Synopsis
Se-ha (Shin Ha-kyun) et Dong-goo (Lee Kwang-soo) sont frères adoptifs ayant été élevés comme des vrais frères depuis leur enfance. Se-ha est handicapé physique mais particulièrement intelligent contrairement à Dong-goo qui n'est pas très intelligent mais en parfaite condition physique. Ils font la rencontre de Mi-hyeon (Esom (en)), la seule personne à les traiter sans préjugés et qui les aide à s'aventurer dans le monde.

## Fiche technique
Sauf indication contraire ou complémentaire, les informations mentionnées dans cette section peuvent être confirmées par la base de données Kmdb
- Titre original : 나의 특별한 형제
- Titre international : Inseparable Bros
- Réalisation et scénario : Yook Sang-hyo
- Direction artistique : Kim Yeong-hui
- Photographie : Seong Seung-taek
- Son : Kim Suk-won
- Montage : Kim Sang-bum
- Musique : Lee Ji-su
- Production : Moon Yong-Chan, Lee Eun, Shim Jae-Myeong et Ha Jeong-Wan
- Société de production : Myung Films
- Société de distribution : Next Entertainment World
- Pays d’origine :  Corée du Sud
- Langue originale : coréen
- Format : couleur
- Genre : drame
- Durée : 114 minutes
- Date de sortie :
  - Corée du Sud : 1er mai 2019

## Distribution
- Shin Ha-kyun : Se-ha
- Lee Kwang-soo : Dong-goo
- Esom (en) : Mi-hyeon
- Park Cheol-min (en) : le fonctionnaire song
- Kwon Hae-hyo : le prêtre Park
- Gil Hae-yeon (en) : Jeong-soon